# Gymnosporia oxycarpa
Gymnosporia oxycarpa är en benvedsväxtart som först beskrevs av Norman Keith Bonner Robson, och fick sitt nu gällande namn av Jordaan. Gymnosporia oxycarpa ingår i släktet Gymnosporia och familjen Celastraceae. Inga underarter finns listade.